# Call of Duty: World at War - Zombies
Call of Duty: World at War - Zombies è un videogioco sparatutto in prima persona sviluppato da Ideaworks Game Studio e pubblicato da Activision il 16 novembre 2009. È stato sviluppato unicamente per piattaforme iOS, pubblicato su ITunes. Il 1º dicembre 2011 è uscito il seguito del gioco, Call of Duty: Black Ops - Zombies.

## Call of Duty: World at War - Zombies Lite
Il 25 gennaio 2010, Treyarch ha pubblicato una versione gratuita del gioco chiamata Call of Duty: World at War - Zombies Lite. Il gioco include la mappa originale del gioco Nacht Der Untoten, in questa versione sono disponibili solo tre ondate di prova.

## Modalità di gioco
La modalità di gioco funziona allo stesso modo della sua versione originale Nazi Zombies presente su Call of Duty: World at War, con alcuni cambiamenti: Il gioco include solo Nacht Der Untoten come mappe giocabili, sono presenti degli obbiettivi e anche delle classifiche.

## Accoglienza
Gamespot gli ha dato un 8/10, considerandolo come il gioco originale ma troppo costoso per il contenuto incluso. IGN gli ha dato un 7/10 considerando il gioco un "insulto" per la sua mancanza di contenuto e prezzo avanzato. TouchArcade gli ha dato un 9/10 considerandolo un ottima adattazione.